# Bajrang Lal Takhar
Bajrang Lal Takhar (* 5. Januar 1981 in Sikar (Distrikt)) ist ein indischer Ruderer und Teilnehmer der Olympischen Spiele 2008.

## Karriere
Bajrang Lal Takhar fing 2001 mit dem Rudersport an. Bei den Asienspielen 2006 in Doha gewann er die Silbermedaille im Einer hinter Shin Eun-chul aus Südkorea. Mit dem Gewinn der Silbermedaille wurde er der erste indische Ruderer, der eine Medaille im Rudersport gewinnen konnte. Anschließend gewann er bei den Südasienspielen in Colombo auf Sri Lanka die Goldmedaille im Einer und im Doppelzweier. 2007 gewann er den Titel im Einer bei den Asienmeisterschaften in Chungju. 
Im April 2008 gewann er in Shanghai die asiatische Qualifikationsregatta für die Olympischen Sommerspiele im Einer. Bei den Olympischen Sommerspielen in Peking belegte er den dritten Platz im Vorlauf und qualifizierte sich für das Viertelfinale der Besten 24 Boote. Mit dem fünften Platz im Viertelfinale verpasste er den Sprung unter die ersten 12 und ging ins Halbfinale C/D. Auf den vierten Platz im Halbfinale folgte der dritte Platz im D-Finale, womit er in der Endabrechnung den 21. Platz belegte. 2009 startete er beim Weltcup in München im Einer und belegte den 18. Platz. Bei den später im Jahr stattfindenden Weltmeisterschaft in Posen gewann er das D-Finale im Einer, womit er den 19. Platz belegte.
Beim Weltcup in Luzern im Jahr 2010 belegte er den 24. Platz im Einer. Im November gewann Bajrang Lal Takhar die Goldmedaille im Einer bei den Asienspielen in Guangzhou und damit die erste indische Goldmedaille im Einer. Vier Jahre später bei den Asienspielen 2014 komplettierte er seinen Medaillensatz bei den Asienspielen. Im Achter gewann er als Teil der indischen Crew die Bronzemedaille hinter den Booten aus China und Japan. 

## Auszeichnungen
Für seine sportlichen Erfolge erhielt er 2008 den Arjuna Award.

Im Jahr 2013 wird er mit dem Padma Shri ausgezeichnet, dem vierthöchsten indischen Zivilorden.

## Internationale Erfolge
- 2006: Silbermedaille Asienspiele im Einer
- 2006: Goldmedaille Südasienspiele im Einer
- 2006: Goldmedaille Südasienspiele im Doppelzweier
- 2007: Goldmedaille Asienmeisterschaften im Einer
- 2008: 21. Platz Olympische Sommerspiele im Einer
- 2009: 19. Platz Weltmeisterschaften im Einer
- 2010: Goldmedaille Asienspiele im Einer
- 2014: Bronzemedaille Asienspiele im Achter